# كريستوف فيرغيرول
كريستوف فيرغيرول (12 يوليو 1985 بباريس في فرنسا - ) (بالفرنسية: Jean-Christophe Vergerolle)‏ هو لاعب كرة قدم فرنسي في مركز الدفاع. لعب مع نادي أرليه أفينيون ونادي بروكسل ونادي رويال شارلروا ونادي ستراسبورغ ونادي غانغون ونادي لومان ونادي مونز وK.M.S.K. Deinze ‏.

## وصلات خارجية
- كريستوف فيرغيرول على موقع رابطة كرة القدم الفرنسية للمحترفين (الإنجليزية)
- كريستوف فيرغيرول على موقع قاعدة بيانات كرة القدم.إي يو (الإنجليزية)
- كريستوف فيرغيرول على موقع عالم كرة القدم.نت (الإنجليزية)